# Topolino Radio Orquesta
Topolino Radio Orquesta fou un grup musical espanyol que desenvolupà la seva activitat durant la dècada de 1980. Aconseguí l'èxit amb cançons com La vaca lechera, Mi casita de papel, Qué bonita es Barcelona, Tiro-liro, Mustaphá o Rascayú, especialitzant-se en versions d'antigues cançons dels anys 1940 i 1950. La imatge de la banda i la vestimenta dels seus components estigué inspirada en aquella època.
L'orquestra estigué liderada pel director Manuel Gas i pel cantant i vocalista Kin Laria. Alguns dels seus integrants foren Mariano Rico (bateria), Fernando López (contrabaix i arranjaments vocals), Eduardo Medina (contrabaix), Francisco Caldes (clarinet), Manuel Fernández (saxòfon), Francisco Peiró (tenor saxòfon), José Corchete (trompeta) i Manuel Muñoz (trompeta).
Després de diversos anys d'inactivitat, i després de superar la pèrdua dels seus dos pilars fonamentals (Manuel Gas i Kin Laria), el 2016 tornaren als escenaris amb una renovada formació de la mà de José María López (fill de Fernando López, membre fundador de l'orquestra) sent actualment els seus components: Toni Menguiano (veu solista), Mariano Rico (bateria, membre fundador), Fernando López (baix, membre fundador), Chema Augusto (piano), Juan Carlos Felipe (clarinet), Miguel Ángel Egido (saxo), Manolo Panchito (trompeta), Vicente Gasca (trompeta), Celia Vergara (cor) i Carmen López (cor).

## Àlbums
Entre 1981 i 1994 publicaren 6 àlbums:
- Topolino Radio Orquesta (1981)
- Topolinolandia (1982)
- La Topolino Ataca De Nuevo (1982)
- ¡Bing, qué grande eras! (1983)
- Súper Juerga (1984)
- ¡Ostras, la Topolino! (1994)

A més a més, entre 1981 i 1982, publicaren sis senzills i el 1984 publicaren una reedició del seu primer àlbum.